# Konrad Haebler
Konrad Haebler (ur. 29 października 1857 w Dreźnie, zm. 13 grudnia 1946 w Stadt Wehlen) – niemiecki historyk, bibliotekarz i badacz początków drukarstwa.
W 1882 roku uzyskał stopień doktora językoznawstwa na Uniwersytecie w Lipsku. Przez wiele lat pracował w głównych bibliotekach Drezna (od 1879 roku) i Berlina (od 1907 roku). Jego praca w Dreźnie, gdzie od 1898 roku zajmował się katalogowaniem inkunabułów, jak i pobyt na Półwyspie Iberyjskim stały się inspiracją do prowadzenia własnych badań w zakresie inkunabulistyki. Za swoje zasługi dla historii Hiszpanii został odznaczony Krzyżem Rycerskim Hiszpańskiego Orderu Izabeli w 1886 roku.
W początkach swojej kariery naukowej zajmował się historią gospodarczą Hiszpanii, dopiero później zaczął badać produkcję drukarską na obszarze Półwyspu Iberyjskiego w XV wieku. Jego pierwsze publikacje to m.in. The early printers of Spain and Portugal (1897) i Spanische und portugiesische Bücherzeichen des 15. und 16. Jahrhunderts (1898). Następnie podjął się badania inkunabułów w szerszym zakresie. W jednej ze swoich najsłynniejszych prac, Typenrepertorium der Wiegendrucke (t.1-6 wyd. w latach 1904-1924), przedstawił udoskonaloną typograficzną metodę badań pierwszych druków stworzoną przez Roberta Proctora. Zdaniem Haeblera głównym kluczem w badaniu pisma antykwowego jest litera „Q”, a w przypadku pisma gotyckiego majuskuła „M”. Ponadto Haebler jest autorem wciąż aktualnego podręcznika Handbuch der Inkunabelkunde (1925) oraz współautorem pracy o ornamentyce opraw warsztatów introligatorskich w XVI-wiecznych Niemczech Rollen- und Plattenstempel des 16. Jahrhunderts (t. 1-2, wyd. w latach 1928-1929). Inne jego istotne publikacje to m.in. Die deutschen Buchdrucker des 15. Jahrhunderts im Auslande (1924) i Die Hal. Fragmente vom Leiden Christi. Das älteste Druckwerk Italiens (1927).
W 1904 został współzałożycielem komisji, której celem było opracowanie Gesamtkatalog der Wiegendrucke (t. 1-7 wyd. w latach 1925-1940). W ciągu całego życia napisał 320 różnych publikacji.